# Michael Ludovici
Michael Ludovici (* 3. Januar 1602 in Coburg; † 18. Mai 1680 in Wismar) war ein deutscher lutherischer Geistlicher.

## Leben
Der Sohn des Buchbinders Jacob Ludewig besuchte das Gymnasium seiner Heimatstadt und frequentierte die Universität Jena, die Universität Wittenberg und die Universität Leipzig. 1627 erwarb er den akademischen Grad eines Magisters der Philosophie. Nachdem er Vorlesungen gehalten hatte, wurde er 1629 zum Gymnasialprofessor der Rhetorik und griechischen Sprache nach Coburg berufen.
1633 übernahm er die Stelle eines Adjunkten an der Superintendentur in Sonnefeld, beteiligte sich im Dreißigjährigen Krieg 1640 in der schwedischen Armee unter General Johan Banér als Feldprediger und 1641 wurde er von General Lennart Torstensson zum Generalfeldsuperintendenten und Präses des Feldkonsistoriums erhoben.
1652 wurde er erster Prediger an der Etatskirche der Generaldiözese Bremen-Verden und Assessor des königlich-schwedischen Konsistoriums in Stade. 1654 zog er als Generalfeldsuperintendent in den polnischen Krieg und wurde 1670 Superintendent in Wismar. Neben einigen Leichenpredigten hat er ein „Christliches Soldaten-Handbuch“ (Stade 1669) verfasst.
Ludovici war viermal verheiratet. Eine Tochter aus zweiter Ehe heiratete den Subsenior Johann Fischer in Coburg und sein Sohn Michael Ludwig Ludovici aus dritter Ehe wurde Garnisonsprediger in Wismar.